# IC 4662
IC 4662 (również PGC 60851) – karłowata galaktyka nieregularna, znajdująca się w gwiazdozbiorze Pawia. Została odkryta w 1901 roku przez Roberta Innesa. IC 4662 znajduje się w odległości około 8,3 milionów lat świetlnych od Ziemi.